# Charles III de Croÿ
Charles III de Croÿ (Beaumont, 1º luglio 1560 – Beaumont, 12 gennaio 1612) fu Seigneur poi Duca de Croÿ, IV Duca di Aarschot, V Principe di Chimay e V Conte di Beaumont.
Fu il figlio maggiore di Philippe III de Croÿ, Duca di Aarschot, e Johanna Henriette van Halewyn.
La sua carriera militare cominciò nel 1577 come luogotenente del reggimento di fanteria vallone di suo padre.

Sposò il 3 settembre 1580 Marie de Brimeu, vedova di Lancelot, Comte de Berlaymont, Seigneur de Beaurain. Ella proveniva da una ricca famiglia calvinista della Piccardia ed era di 10 anni più grande del suo giovane marito. La sua influenza su Charles fu così grande che egli abbandonò la sua fede cattolica e la sua lealtà verso il Re di Spagna.
Nel 1583 diventò statolder delle Fiandre per gli insorti protestanti. Non fu in grado di fermare l'avanzata di Alessandro Farnese e decise nel marzo 1584 di riconciliarsi con la Spagna.
Nel 1584 divorziò da Marie de Brimeu e nel 1585 ritornò alla sua fede cattolica e la sua lealtà alla corona spagnola.
Nel 1584 consegnò Bruges agli spagnoli e nel 1585 fece lo stesso con Gand.
Negli anni successivi combatté al fianco del Farnese ed era presente agli Assedi di Grave, Venlo, Neuss e Sluis. La sua più importante vittoria fu la presa di Bonn il 13 settembre 1588. Nel 1590 si unì alle truppe spagnole che appoggiavano la lega cattolica nelle Guerre di religione francesi.
Infine, nel 1599 fu premiato con l'Ordine del Toson d'oro.
Nel dicembre 1605 sposò sua cugina Dorothée de Croÿ, figlia di Charles Philippe de Croÿ (1549–1613). Entrambi i matrimoni rimasero senza figli.
Dopo la sua morte nel 1612, tutti i suoi titoli e possedimenti andarono a sua sorella Anne de Croÿ e suo cognato Charles de Ligne, II Principe di Arenberg.
Charles è stato un importante collezionista d'arte ed è famoso per i suoi Albums, una raccolta di mappe dettagliate illustrate di tutti i suoi domini.

## Fonti
- Arnold van Tiegem, ridder-bisschop by Arnold Smits, su books.google.be.
- Miroslav Marek, genealogy, su genealogy.euweb.cz, Genealogy.EU.
- genealogy (in francese), su genroy.free.fr.